# Cásate y Verás
Cásate y verás fue un programa de comedia creado por Carlos Cerutti para Venevision que fue producido por Cisneros Media Entertainment, esta serie de comedia mezcla distintos elementos de sketches y sitcom, debido a que su enfoque central era parodiar la vida sentimental de las parejas y matrimonios americanos.
Protagonizada por Wilmer Ramírez, Beba Rojas, Ariel Fedullo, Romelia Agüero, Américo Navarro, Esther Orjuela, Honorio Torrealba Jr., Desiree Rojas; Además de contar con las actuaciones especiales de los humoristas Claudio Nazoa, Amilcar Rivero, María Elena Heredia, Juan Carlos Dávila, Juan Carlos Montesinos.

## Formato
A través de sketchs y monólogos, una pareja de novios que está por contraer nupcias, unos recién casados, un matrimonio que ha cumplido 35 años de bodas y otro que lleva 50 años de unión, resolverán, desde distintas ópticas y según sus edades, episodios y circunstancias que invitan a la reflexión y ofrecen nuevas propuestas en cada capítulo. En la temática del espacio también se involucrarán, próximamente, las personas que gravitan alrededor de la pareja: hijos, familiares y amigos.

## Elenco
- Wilmer Ramírez
- Beba Rojas
- Ariel Fedullo
- Romelia Agüero
- Honorio Torrealba Jr.
- Desiree Rojas
- Américo Navarro
- Esther Orjuela
- Amilcar Rivero
- Juan Manuel Montesinos
- Sabrina Salemi
- Claudio Nazoa
- María Elena Heredia
- Juan Carlos Dávila
- Diosa Canales
- Nene Quintana
- Karina Salaya
- Rosa Clemente
- Yuri Suárez
- Lila Pereira
- Suirma Pereira
- Julio César Vivenes
- Yolenni Salazar
- Mirla de Faría
- Jessica Jardín
- Karla Romero
- Iván Álvarez
- Betty Hass